# Igreja de São Bento do Cortiço
A Igreja de São Bento do Cortiço encontra-se edificada na freguesia de São Bento do Cortiço, no Município de Estremoz, Distrito de Évora, Portugal.

## História
Já era conhecida como ermida em 1424, tal como registado no Livro das Demarcações Antigas do Cabido da Sé de Évora: "direito a fonte de ferro agudo... ata caminho de sam bento".
Na Visitação de 1534, o Visitador mandou aos fregueses adquirir para a igreja uma "vestimenta de chamalote vermelho, pôr uma grade no cruzeiro bem feita, fazer umas portas novas, comprar um calix de prata e uma cruz de latão".

## Características
À esquerda da igreja existe um amplo adro, que até à primeira metade do século XX era ocupada pelo cemitério, que por iniciativa do então pároco, padre João de Almeida Canejo, foi transferido para fora da aldeia , sendo dado o nome deste sacerdote ao Largo fronteiro à igreja.
A fachada é simples e sóbria, "com portada com jambas de mármore e um pequeno óculo sobre o frontão recortado com a cruz flordelizada". Esta igreja surpreende principalmente, no interior, pela grandeza dos altares, de mármore de Estremoz, dedicados a Nossa Senhora do Rosário e às Almas do Purgatório. São da fase final do Rococó, segundo Túlio Espanca.
A igreja foi quase totalmente reformada, com as obras mandadas realizar pelo pároco padre José Branco, e assinaladas numa lápide de 1979. Os dois altares setecentistas de mármore, com imagens de S. Miguel, foram cortados, desaparecendo praticamente as mesas dos altares e ficando danificadas as restantes imagens. O Púlpito e o Coro foram retirados, a Pia Baptismal octogonal de mármore desapareceu e o tecto de madeira substituído por nova cobertura.

## Galeria

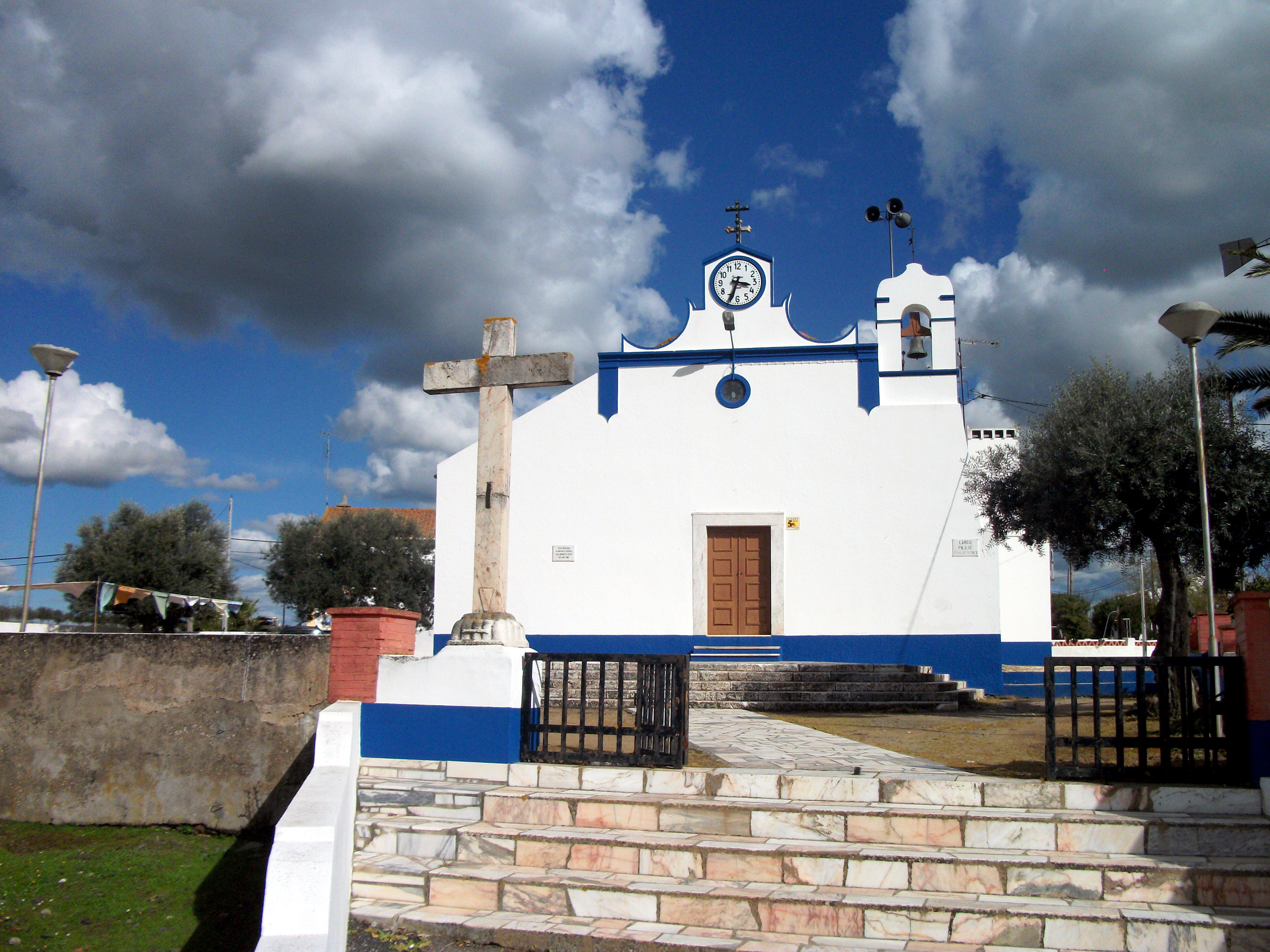
Igreja e Cruzeiro
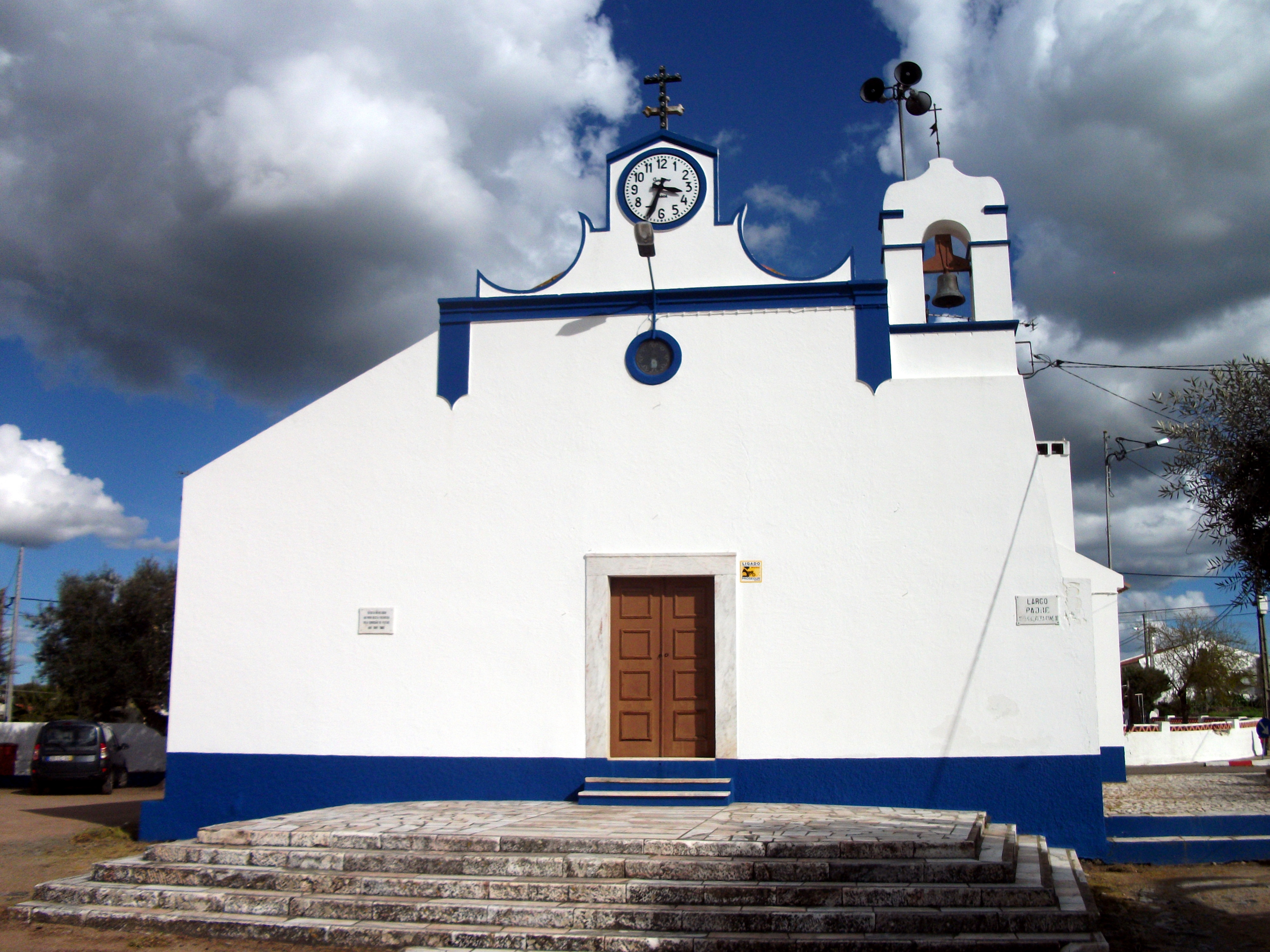
Igreja de S. Bento
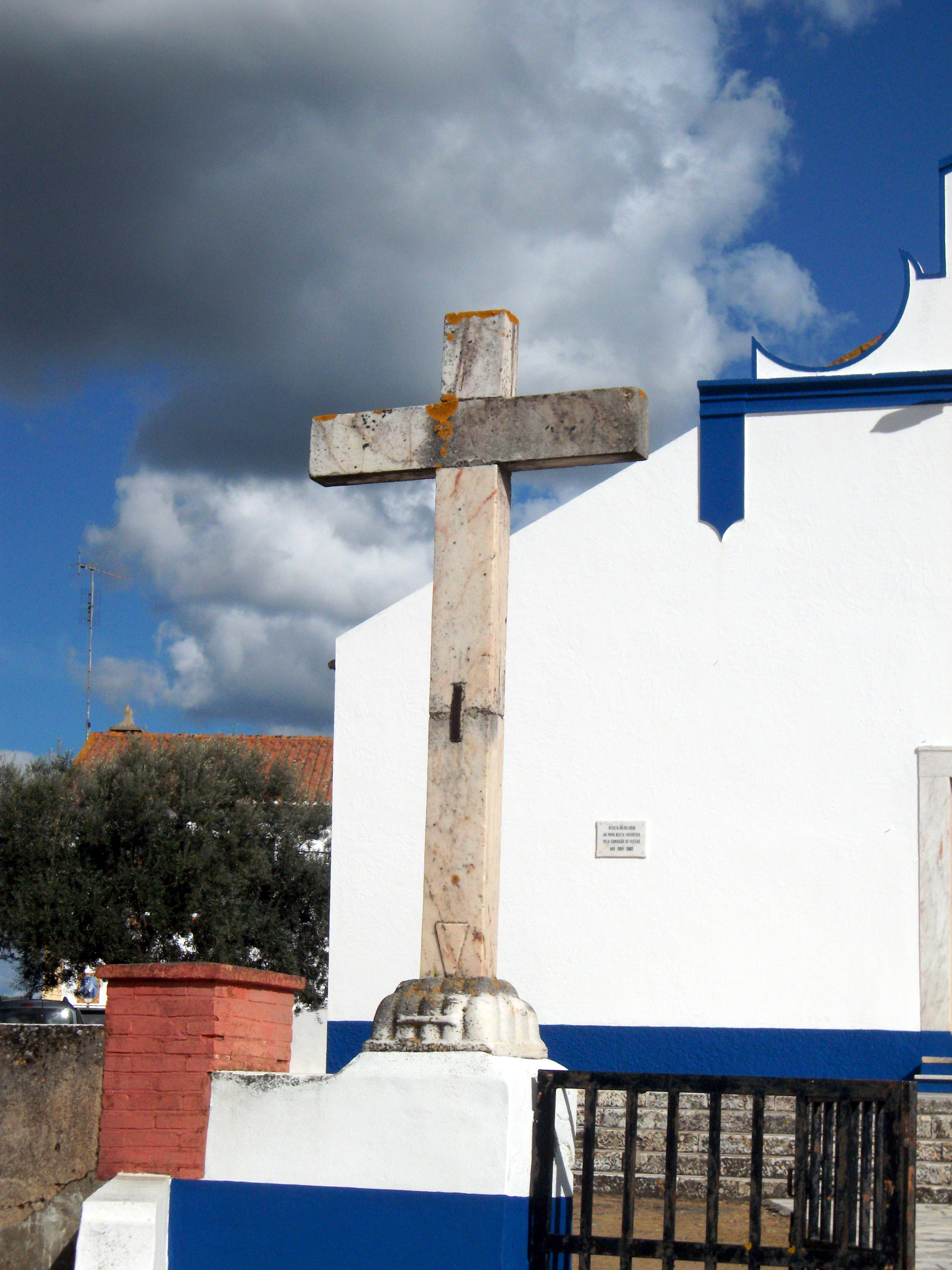
Cruzeiro